# 간선버스

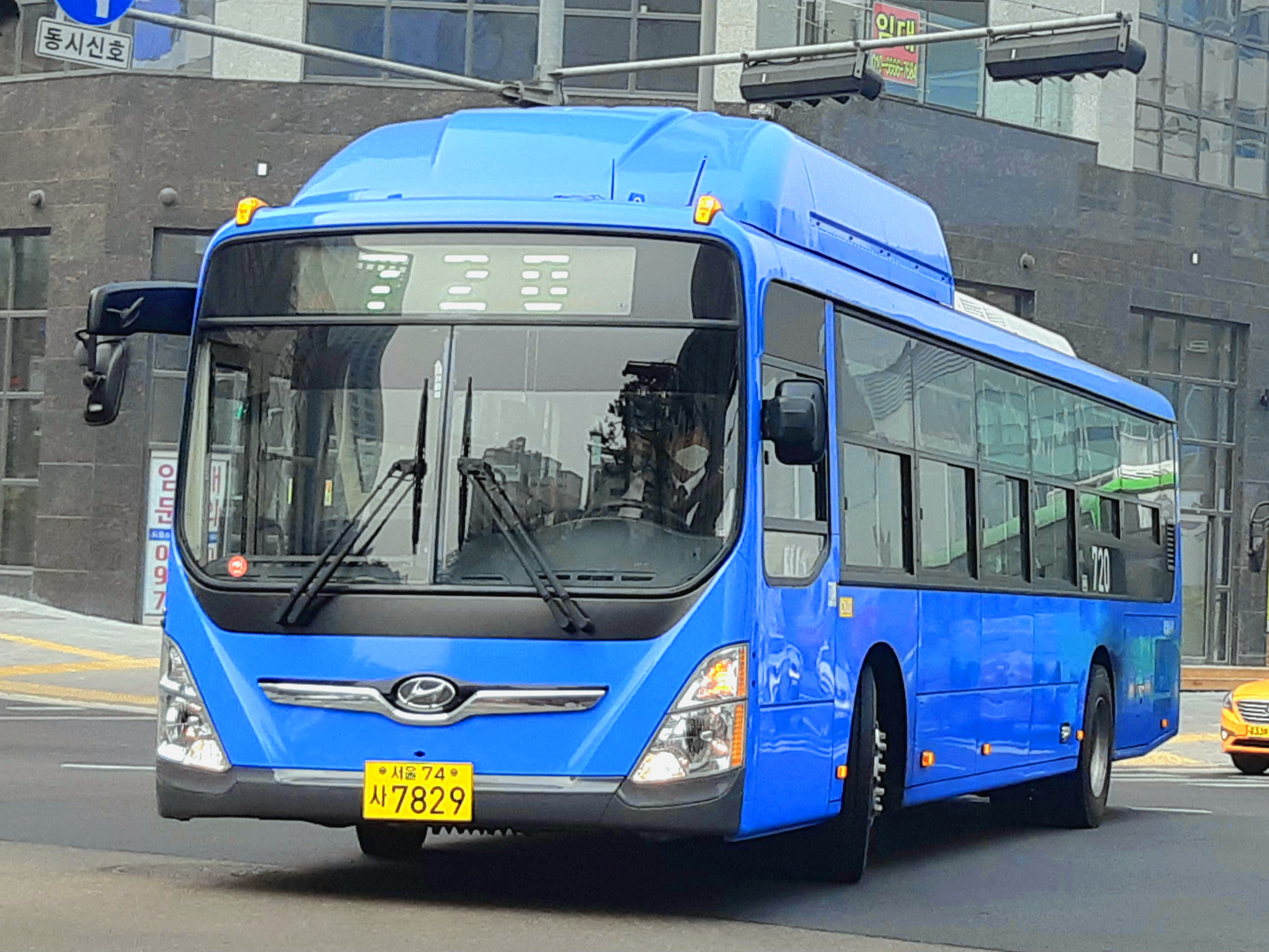
서울특별시의 간선버스

간선버스(幹線Bus)는 지역간 중, 장거리를 운행할 목적으로 운행하는 버스 노선의 형태다.

## 지역별 특성

### 서울특별시
2004년 7월부터 지선, 광역, 순환버스, 그리고 환승시스템하고 함께 도입되었다.
도시형버스로 운행하며 파란색으로 칠해져 있어 '블루버스'라고도 불린다. 
교통카드를 사용해 버스, 지하철 등에서 환승 시 추가요금 없이 환승할 수 있으며 교통카드 사용시 최초 10km까지 기본요금 1,500원(현금은 1,500원), 매 5km 추가시 100원씩 추가된다. 
번호 체계는 세 자릿수로 이루어져 있어서 단순한 편이며 출발지(첫 번째), 종점(두 번째), 일련번호(세 번째) 체계로 구성되어 있다. 
2020년 현재 128개의 노선이 운행되고 있다.
- 주간선버스 : 중앙버스전용차로를 주 계통으로 하여 서울시의 주요 도심을 연결하는 운행체계로 짜여져 있으며, 현재 네개의 컨소시엄 업체에서 운영한다.[1]
- 보조간선버스 : 지선버스하고 함께 주간선버스를 보완하여 운행되며, 컨소시엄 업체를 제외한 시내버스 업체에서 운영한다(보조간선버스 노선 중에는 경기도에서 출발하는 노선도 있음).[2]

### 대구광역시
급행, 지선, 순환노선을 제외한 모든 노선을 가리킨다. 번호표가 세 자리 숫자로 이루어져 있으며, 생활 권역별로 번호가 별도로 부여되어 있다. 교통카드를 사용해 버스, 지하철 등에서 환승 시 추가요금 없이 환승할 수 있으며, 30분이내 1회 환승이 가능하다.(2회 체크시 요금지불) 녹색, 푸른색의 버스이며, 2015년 현재 56개의 노선이 운행되고 있다. 요금은 성인기준 1,250원이다. (2017년 기준)

### 인천광역시
도시형버스에 해당하며 1번 ~ 99번의 노선과 700번대(한정면허)의 노선 해당한다. 그리고 지선버스와 다르게 저상버스가 많이 투입되어 있고 지선버스노선보다 2배 이상 길다. 요금은 성인 현금기준 1500원이다.

### 광주광역시
2006년 12월 21일 개편시 10번 이후부터의 번호체계를 적용하였다. 2007년 2월 8일부터 재개편에 들어가면서 지선노선 일부가 간선버스로 변경되고 간선노선 일부가 지선버스로 변경되어서 지금까지 유지되고 있다. 서울특별시, 인천광역시, 대전광역시, 대구광역시와 달리 간선버스를 나타내는 색상으로 파란색이 아닌 노란색을 사용한다.

### 세종특별자치시
2013년 4월 22일 대개편을 통해서 7개의 노선을 운행하고 있다. 301번, 350번, 550번, 551번, 601번, 602번, 801번이 있으며 전광판에 빨간색으로 간선 + 운행노선번호 형식으로 표출된다.

### 경상남도

#### 창원시
주로 시가지를 이어주는 노선의 역할을 하고 있다.(통합 전에는 다른 시의 중심지역을 이어주는 역할.) 간선 좌석노선과 간선 일반노선으로 나뉘며, 좌석노선에는 좌석형 시내버스, 일반노선에는 입석형 시내버스가 각각 투입된다. 번호는 간선 좌석노선이 700번 단위, 간선 일반노선이 100번 단위가 부여되며, 대표 안내 색상은 간선 좌석노선이 빨강, 간선 일반노선이 파랑이다. 요금 또한 차이가 있으며, 간선 좌석노선은 현금으로 납부 시 1,700원(단, 청소년 및 어린이는 1,350원), 교통카드로 납부 시 1,600원(단, 청소년 및 어린이는 1,250원)이며, 간선 일반노선은 현금으로 납부 시 1,200원(단, 청소년은 900원, 어린이는 650원), 교통카드로 납부 시 1,100원(단, 청소년은 800원, 어린이는 600원)이다. 버스 정류장의 표지판에서는 간선 좌석노선을 '좌석', 간선 일반노선을 지선노선과 읍면노선 등과 함께 묶어 '일반'의 범주에 넣어 안내하고 있다.

### 전라남도

#### 목포시
2007년 3월 1일 개편시 빨간색으로 재도색한 차량으로 운행한다.
노선은 1번, 1A번(근화희망타운 지선), 1B번(군산동 지선), 2번, 13번, 13-1번(통학버스), 30번, 30-1번(통학버스)이 있다.

#### 나주시
2016년 6월 1일 개편시 종전의 100번대 ~ 500번대 노선의 광주광역시방면 노선을 123번으로 변경하다 얼마 못가 광주역 수요가 없어서 8월 22일에 999번으로 변경하여 운행하고 있다. 기본적으로 혁신도시를 경유하며 남평정류장, 나주시외버스터미널, 영산포공용버스터미널에서 각 지역별 지선노선으로 환승할 수 있다. 나주교통에서 단독운행. 999-1번만 별도로 혁신도시가 아닌 내기리를 경유하지만 공통적으로 전남대학교병원, 조선대학교, 전남대학교를 경유한 것이 특징이다.